# وامساتير (وايومنغ)
وامساتير (بالإنجليزية: Wamsutter, Wyoming)‏ هي بلدة تقع بولاية وايومنغ في الولايات المتحدة. تبلغ مساحتها 3.76 (كم²)، وترتفع عن سطح البحر 2064 م، بلغ عدد سكانها 451 نسمة في عام 2010 حسب إحصاء مكتب تعداد الولايات المتحدة وتصل الكثافة السكانية فيها 120.1 نسمة/كم2.

## التركيبة السكانية
قام مكتب تعداد الولايات المتحدة بتحديد بيانات التركيبة السكانية لوامساتير في تعداد الولايات المتحدة. في ما يلي، التركيبة السكانية حسب تعدادي 2000 و2010.

### تعداد عام 2000
بلغ عدد سكان وامساتير 261 نسمة بحسب تعداد عام 2000، وبلغ عدد الأسر 100 أسرة وعدد العائلات 65 عائلة مقيمة في البلدة. في حين سجلت الكثافة السكانية 198.7 نسمة لكل ميل مربع (76.7/كم2). وبلغ عدد الوحدات السكنية 148 وحدة بمتوسط كثافة قدره 112.6 نسمة لكل ميل مربع (43.5/كم2).
وتوزع التركيب العرقي للبلدة بنسبة 93.87% من البيض و 0.77% من الأمريكيين الأصليين و 2.30% من عرقين مختلطين أو أكثر.
بلغ عدد الأسر 100 أسرة كانت نسبة 38.0% منها لديها أطفال تحت سن الثامنة عشر تعيش معهم، وبلغت نسبة الأزواج القاطنين مع بعضهم البعض 54.0% من أصل المجموع الكلي للأسر، ونسبة 8.0% من الأسر كان لديها معيلات من الإناث دون وجود شريك، وكانت نسبة 35.0% من غير العائلات. تألفت نسبة 29.0% من أصل جميع الأسر من أفراد ونسبة 5.0% كانوا يعيش معهم شخص وحيد يبلغ من العمر 65 عاماً فما فوق. وبلغ متوسط حجم الأسرة المعيشية 3.25، أما متوسط حجم العائلات فبلغ 2.54.
بلغ العمر الوسطي للسكان 33 عاماً. وكانت نسبة 31.4% من القاطنين تحت سن الثامنة عشر، وكانت نسبة 6.9% بين الثامنة عشر والأربعة وعشرون عاماً، ونسبة 34.9% كانت واقعةً في الفئة العمرية ما بين الخامسة والعشرون حتى والأربعة وأربعون عاماً، ونسبة 23.8% كانت ما بين الخامسة والأربعون حتى الرابعة والستون، ونسبة 3.1% كانت ضمن فئة الخامسة والستون عاماً فما فوق. يوجد لكل 100 أنثى 119.3 ذكر، ويوجد لكل 100 أنثى في الثامنة عشر من عمرها فما فوق 126.6 ذكر.
بلغ متوسط دخل الأسرة في البلدة 35,625 دولار، أما متوسط دخل العائلة فبلغ 46,250 دولار. وكان متوسط دخل الذكور 34,643 دولار مقابل 20,000 دولار للإناث. وسجل دخل الفرد الخاص بالبلدة 18,943 دولار. وكانت نسبة 11.4% من العائلات ونسبة 10.6% من السكان تحت خط الفقر، وكان من هؤلاء نسبة 20.6% تحت سن الثامنة عشر ولا أحد منهم في الخامسة والستين من العمر وما فوق.

### تعداد عام 2010
بلغ عدد سكان وامساتير 451 نسمة بحسب تعداد عام 2010، وبلغ عدد الأسر 189 أسرة وعدد العائلات 112 عائلة مقيمة في البلدة. في حين سجلت الكثافة السكانية 311.0 نسمة لكل ميل مربع (120.1/كم2). وبلغ عدد الوحدات السكنية 286 وحدة بمتوسط كثافة قدره 197.2 لكل ميل مربع (76.1/كم2).
وتوزع التركيب العرقي للبلدة بنسبة 82.7% من البيض و 2.9% من الأمريكيين الأصليين و 0.7% من الأمريكيين الأفارقة و 2.7% من عرقين مختلطين أو أكثر.
بلغ عدد الأسر 189 أسرة كانت نسبة 32.3% منها لديها أطفال تحت سن الثامنة عشر تعيش معهم، وبلغت نسبة الأزواج القاطنين مع بعضهم البعض 45.5% من أصل المجموع الكلي للأسر، ونسبة 8.5% من الأسر كان لديها معيلات من الإناث دون وجود شريك، بينما كانت نسبة 5.3% من الأسر لديها معيلون من الذكور دون وجود شريكة وكانت نسبة 40.7% من غير العائلات. تألفت نسبة 29.6% من أصل جميع الأسر من أفراد ونسبة 3.2% كانوا يعيش معهم شخص وحيد يبلغ من العمر 65 عاماً فما فوق. وبلغ متوسط حجم الأسرة المعيشية 2.96، أما متوسط حجم العائلات فبلغ 2.39.
بلغ العمر الوسطي للسكان 38.3 عاماً. وكانت نسبة 25.7% من القاطنين تحت سن الثامنة عشر، وكانت نسبة 6.7% بين الثامنة عشر والأربعة وعشرون عاماً، ونسبة 27.9% كانت واقعةً في الفئة العمرية ما بين الخامسة والعشرون حتى والأربعة وأربعون عاماً، ونسبة 33.6% كانت ما بين الخامسة والأربعون حتى الرابعة والستون، ونسبة 6% كانت ضمن فئة الخامسة والستون عاماً فما فوق. وتوزع التركيب الجنسي للسكان بنسبة 58.1% ذكور و41.9% إناث.

## وصلات خارجية
- The US50 - Cities and Towns in Wyoming State
- Wyoming Cities and Towns, Facts, Map, Flag, Colleges, Government, and More